# Алексин, Александр Георгиевич
Алекса́ндр Гео́ргиевич Але́ксин (23 октября [5 ноября] 1911, Баку — 2008, Москва) — советский геолог-нефтяник и министерский работник, лауреат Сталинской премии.

## Биография
Окончил АзНИ (1933).
В 1933—1938 годах геолог на нефтепромыслах в Башкирии и Азербайджане.
В 1938—1939 годах начальник геологического отдела Главнефти (Москва).
В 1939—1941 годах главный геолог объединения «Укрнефть» (Западная Украина).
В 1942—1946 годах руководил геолого-поисковыми работами в Арктике (было открыто 8 крупных газовых месторождений).
В 1956—1966 годах работал в Государственном комитете по координации научно-исследовательских работ СССР.
В 1966—1992 годах — в ИГиРГИ, в 1967—1986 заместитель директора по научной работе.
Умер в 2008[уточнить] году в Москве.

## Признание
- премия имени И. М. Губкина — за монографию (написанную в соавторстве) «Литологические и стратиграфические залежи Предкавказья» удостоен п
- Сталинская премия второй степени (1952) — за поиск и разведку нефтяных и газовых месторождений в Предкавказье.[источник не указан 798 дней]
- ордена и медали[уточнить]
- Почётный нефтяник СССР.
- Почётный полярник.